# Carman Miller
Pour les articles homonymes, voir Miller.
Carman Irwin Miller (né en 1940) est un historien militaire et ancien doyen de la faculté des arts de l'Université McGill à Montréal.

## Biographie
Miller est né à Moser River, en Nouvelle-Écosse, fils de Marie Evangeline et d'Irwin Charles Miller.
Il a obtenu un baccalauréat ès arts en 1960 et un baccalauréat en éducation en 1961 de l'Université Acadia. Miller a obtenu une maîtrise ès arts en 1964 de l'Université Dalhousie et un doctorat en 1970 de l'université de Londres. Il a commencé à enseigner à l'Université McGill en 1967 en tant que chargé de cours au Département d'histoire. Il devient professeur adjoint en 1971 et professeur agrégé en 1977. Il est président du département de 1978 à 1981, et doyen de la faculté jusqu'en 2003.
Ses recherches portent sur la participation militaire du Canada à l'Empire britannique. Il est également un spécialiste de la contribution du Canada à la guerre d'Afrique du Sud.
Son livre A Knight in Politics: A Biography of Sir Frederick Borden a reçu le prix C.P. Stacey pour « publications éminentes sur l'expérience militaire du XXe siècle. »
Il est marié à Pamela J. Miller, une chercheuse de la librairie Osler, et leur fils est Marc Miller.